# Білківська сільська рада (Коростенський район)
Білківська сільська рада — колишня адміністративно-територіальна одиниця та орган місцевого самоврядування у Барашівському, Ємільчинському і Коростенському районах Коростенської, Волинської округ, Київської і Житомирської областей УРСР та України з адміністративним центром у с. Білка.

## Населені пункти
Сільській раді були підпорядковані населені пункти:
- с. Білка
- с. Рудня-Білківська

## Населення
Кількість населення ради, станом на 1923 рік, становила 2 322 особи, кількість дворів — 408.
Кількість населення сільської ради, станом на 1924 рік, становила 2 320 осіб.
Відповідно до результатів перепису населення 1989 року, кількість населення ради, станом на 1 грудня 1989 року, складала 690 осіб.
Станом на 5 грудня 2001 року, відповідно до перепису населення України, кількість мешканців сільської ради складала 630 осіб.

## Склад ради
Рада складалася з 12 депутатів та голови.

### Керівний склад сільської ради
| ПІБ                              | Основні відомості                                                                 | Дата обрання | Дата звільнення |
| -------------------------------- | --------------------------------------------------------------------------------- | ------------ | --------------- |
| Голубчик Василь Дем'янович       | Сільський голова, 1958 року народження, освіта, член Комуністичної партії України | 26.03.2006   | 31.10.2010      |
| Камінський Віталій Олександрович | Сільський голова, 1961 року народження, освіта середня спеціальна, безпартійний   | 31.10.2010   | 25.10.2015      |
| Уманець Віталій Констянтинович   | Сільський голова,1986 року народження, освіта вища                                | 25.10.2015   |                 |

Примітка: таблиця складена за даними джерела

## Історія
Утворена 1923 року в складі сіл Білка та Білоцька Рудня Барашівської волості Коростенського повіту Волинської губернії. 12 січня 1924 року до складу ради включено хутір Бедрія Сушківської сільської ради Барашівського району. Станом на 1 жовтня 1941 року х. Бедрія не значився на обліку населених пунктів.
Відповідно до інформації довідника «Українська РСР. Адміністративно-територіальний поділ», станом на 1 вересня 1946 року сільрада входила до складу Барашівського району, на обліку в раді перебували села Білка та Рудня-Білківська.
11 серпня 1954 року до складу ради було передане с. Кам'янка ліквідованої Кам'янської сільської ради, котре, від 9 грудня 1966 року, включене до складу Рясненської сільської ради Ємільчинського району.
Станом на 1 січня 1972 року сільська рада входила до складу Коростенського району Житомирської області, на обліку в раді перебували села Білка та Рудня-Білківська.
У 2020 році територію та населені пункти ради, відповідно до розпорядження Кабінету Міністрів України № 711-р від 12 червня 2020 року «Про визначення адміністративних центрів та затвердження територій територіальних громад Житомирської області», включено до складу Ушомирської сільської територіальної громади Коростенського району Житомирської області.
Входила до складу Барашівського (7.03.1923 р.), Ємільчинського (30.12.1962 р.) та Коростенського (9.12.1966 р.) районів.